# Mère Jeanne des anges
Pour plus de détails, voir Fiche technique et Distribution.
Mère Jeanne des anges (Matka Joanna od aniolów) est un film polonais, considéré comme anticlérical, réalisé par Jerzy Kawalerowicz, sorti en 1961, adaptation du roman éponyme de Jarosław Iwaszkiewicz, lui-même librement inspiré de l'affaire des possédées de Loudun et paru en 1959.

## Synopsis
Au XVIIe siècle, un couvent d'une petite ville reçoit la visite d'un exorciste envoyé par l'Église catholique, afin de sauver Mère Jeanne des Anges, une religieuse supposée possédée par le Diable.

## Fiche technique
- Titre : Mère Jeanne des anges
- Titre original : Matka Joanna od aniolów
- Réalisation : Jerzy Kawalerowicz
- Scénario : Tadeusz Konwicki, Jerzy Kawalerowicz Jarosław Iwaszkiewicz
- Musique : Adam Walaciński (pl)
- Photographie : Jerzy Wójcik (de)
- Montage : Wieslawa Otocka
- Pays d'origine :  Pologne
- Format : Noir et blanc - 35 mm - Mono
- Genre : Drame
- Durée : 105 minutes
- Date de sortie : 1961

## Distribution
- Lucyna Winnicka : Mère Jeanne des anges
- Mieczyslaw Voit : Père Joseph Surin / Rabbi
- Anna Ciepielewska : Sœur Malgorzata
- Maria Chwalibóg : Antosia
- Kazimierz Fabisiak : Père Brym
- Stanislaw Jasiukiewicz : Chrzaszczewski

## Appréciation critique
« On a souligné, et avec juste raison, que l'esthétique de Kawalerowicz était proche de celle de Dreyer et de Bergman. Précisons toutefois qu'il s'agit moins d'une influence directe que d'une certaine parenté d'expression. Et devant ces décors quasiment abstraits, devant cette savante organisation des personnages à l'intérieur de ces décors, devant ces éclairages qui savent utiliser toutes les ressources des gris, des blancs et des noirs, devant cet irréalisme minutieusement élaboré, on pourrait aussi bien évoquer le nom de Bresson, voire celui de Resnais. Mère Jeanne des Anges s'inscrit dans un des courants les plus riches du cinéma moderne. »

— Jean de Baroncelli, Le Monde, 15 juin 1961

## Kawalerowicz surMère Jeanne des Anges
« J'ai voulu, avant tout présenter une œuvre humaine ; ouvrir un débat sur la position matérialiste et la position idéaliste ; réagir contre les mensonges, les conformismes et les dogmatismes de toutes sortes. Mes personnages ne sont pas des représentants de la religion, mais des hommes ou des femmes portant des costumes ecclésiastiques stylisés, et qui évoluent dans un paysage abstrait, de façon à laisser entendre leur caractère symbolique.
Ma position personnelle matérialiste est claire. Aussi ai-je été conduit malgré moi à faire un film « antifidéiste ». Il se termine sur le malheur de deux femmes insatisfaites : d'une part, une religieuse enfuie de son couvent, découvrant l'amour physique avec un gentilhomme qui l'abandonne ; d'autre part, Mère Jeanne des Anges, qui souffre de ne pas connaître l'amour humain dont elle ressent le besoin. Bien que le film ne le dise pas, on devine que le geste du prêtre tuant deux innocents dans un esprit de sacrifice et de fanatisme aboutit à un échec total. C'est la faillite de la position idéaliste. »

— Le Monde, 2 juin 1961

## Récompense
- Prix du jury du Festival de Cannes 1961